# Ciclismo aquático
O ciclismo aquático é uma atividade esportiva que adapta ciclismo, com os mesmos movimentos de rotação, sendo dentro da água. É uma variação de hidroginástica que utiliza bicicleta.
A grande vantagem da aula é a diminuição do risco de lesões. Por ser realizada dentro de uma piscina, não existe impacto nos joelhos e articulações, o que a torna mais segura e com muito menos restrições para o praticante. 

## Visão geral
A modalidade de cliclismo aquático permite movimentos mais fortes dos membros inferiores, e obtém-se resultados mais eficazes em períodos de treinos menores, o que elevou a confiança do mercado nesta atividade.
Os exercícios são apresentados de forma bem descontraída, evitando as séries com infinitas repetições. 
As posições para o exercício vão desde as tradicionais pedaladas em diferentes ritmos e velocidades, até pedalar em pé, atrás da bike ou mesmo com alongamento para braços.
Outro ponto positivo, aponta para o fato de ser muito mais agradável pedalar na água do que dentro de uma sala, ainda mais no verão. Os alunos comumente reclamam das altas temperaturas, após uma aula massificada. Na piscina é mais difícil a perda de interesse. A intensidade trabalhada é adequada do inicio ao fim da aula.
O equipamento necessário para praticar o ciclismo aquático é uma bicicleta estacionária hidrobike feita em aço inoxidável, sem regulagem de carga, pois a intensidade depende da velocidade da pedalada. Recomenda-se uso de sapatilha para maior conforto ao pedalar.